# Super Rugby Aotearoa
Pour les articles homonymes, voir Super Rugby (homonymie).
Le Super Rugby Aotearoa est une compétition de rugby à XV organisée par la Fédération néo-zélandaise. Elle réunit l'ensemble des équipes néo-zélandaises de Super Rugby
Initialement, la compétition supplante la saison 2020 de Super Rugby, qui avait été suspendue en mars en raison de la pandémie de Covid-19, et plus particulièrement au vu des restrictions de voyage imposées par la Nouvelle-Zélande. Son organisation est finalement reconduite, en tant que phase préliminaire nationale de la saison 2021 de Super Rugby.

## Histoire

### Première édition
Annoncée le 6 mai la compétition commence le 13 juin. Le 8 juin, en raison de l'entrée de la Nouvelle-Zélande dans le niveau d'alerte 1 (ce qui lève la plupart des restrictions, en dehors de celles concernant l'entrée dans le pays), il est annoncé que les matches se joueront avec des spectateurs.

### Reconduction sous une nouvelle formule
Dans le cadre de la saison 2021 de Super Rugby, la compétition est à nouveau organisée en tant que phase préliminaire nationale ; le Super Rugby AU et le Super Rugby Aotearoa se jouent ainsi en parallèle, avant une phase finale regroupée,.